# Presbytis thomasi
Il presbite di Thomas (Presbytis thomasi (Collett, 1893)) è una specie di primate della tribù dei Presbytini.

## Descrizione
Il presbite di Thomas, come tutti i presbiti, è un primate relativamente piccolo e snello con zampe posteriori lunghe e una coda più lunga del corpo. Il peso medio si aggira sui 6,7 chilogrammi e il dimorfismo sessuale è quasi inesistente. La pelliccia è grigio-nera sul dorso e sulla parte esterna degli arti e biancastra sul ventre e sulla parte interna degli arti. L'aspetto della testa è caratteristico: dalla sommità della testa si estendono due strisce bianche a forma di V fino agli occhi. Gli occhi, di colore marrone-arancio, sono circondati da cerchi argentei bordati di bianco.

## Distribuzione e habitat
Il presbite di Thomas vive nella provincia di Aceh, nella parte settentrionale dell'isola indonesiana di Sumatra. Abita nelle foreste, ma si può trovare anche nelle piantagioni di caucciù.

## Biologia
Questi primati vivono principalmente sugli alberi, ma a volte scendono a terra per nutrirsi. Sono diurni, ma il loro picco di attività si riscontra al mattino e al pomeriggio, mentre durante le ore centrali della giornata si fermano per riposare. Sugli alberi si muovono a quattro zampe o saltando.
Vivono in gruppi composti da 3 a 21 esemplari. Tali gruppi in realtà sono degli harem costituiti da un maschio e da diverse femmine con la prole; i maschi rimanenti spesso formano gruppi di scapoli. Le femmine stabiliscono una gerarchia che è particolarmente evidente quando c'è poco cibo a disposizione. Se un nuovo maschio prende il controllo di un harem, spesso si verificano casi di infanticidio, il che significa che il maschio uccide i piccoli concepiti dal suo predecessore per poter concepire la propria prole con le femmine. A volte le femmine evitano questo lasciando il gruppo nel caso arrivi un nuovo maschio dominante. In linea generale, sembra relativamente comune che le femmine abbandonino il proprio gruppo, anche per non far diventare i gruppi troppo numerosi.
I gruppi sono territoriali, ma i confini dei vari territori si sovrappongono. Gli incontri tra due gruppi sono spesso aggressivi: i vari membri, infatti, cercano di scacciare gli avversari con urla e, se necessario, con scontri fisici.

### Alimentazione
I presbiti di Thomas sono principalmente vegetariani: foglie giovani e frutti costituiscono la parte principale della dieta. Inoltre, consumano anche fiori, semi e altre parti di piante. Scendono a terra per mangiare funghi, frutti caduti, piccoli animali come insetti e lumache e, talvolta, terra.

### Riproduzione
Non esiste una stagione degli amori vera e propria. Dopo un periodo di gestazione di cinque o sei mesi, la femmina partorisce un solo piccolo. Questo inizialmente è ricoperto da una pelliccia bianca. Viene svezzato dopo 12-15 mesi e raggiunge la maturità sessuale tra 4 e 5 anni. A questo punto, i maschi, e spesso anche le femmine, lasciano il gruppo dove sono nati.

## Conservazione
Le principali minacce per il presbite di Thomas sono la distruzione dell'habitat e la caccia, ma rispetto ad altri primati del Sud-est asiatico è ancora relativamente comune e la IUCN lo classifica come specie vulnerabile.